# Squallor
Squallor est un groupe italien de rock psychédélique. Formé en 1971 et actif jusqu'en 1994, leur notoriété est principalement liée à leurs paroles particulièrement explicites, démentes et souvent grotesques.

## Histoire
Le nom Squallor est né grâce à Daniele Pace qui, en tant que Milanais au milieu de deux vrais Napolitains (Totò et Alfredo), a tout « napolitisé » pour mieux communier avec eux. Alors qu'ils cherchaient un nom pour le groupe, le mot squallore est apparu, reflétant le sens des nombreux sujets de société qu'ils voulaient traiter, et le mot italien dans le napolitain de Daniele est devenu squallor, un nom adopté par tous avec enthousiasme.
Le groupe se forme en 1971, autour des paroliers, compositeurs et enregistreurs Daniele Pace, Totò Savio, Giancarlo Bigazzi (principal parolier du groupe), Alfredo Cerruti (le « narrateur ») et Elio Gariboldi (qui quittera le projet en 1974), qui ont été rejoints occasionnellement par des membres extérieurs comme Gianni Boncompagni (chant dans la chanson Vacca) et Gigi Sabani (qui, sur l'album Cambiamento, remplace Savio au chant, dont l'usage des cordes vocales avait été altéré par une opération chirurgicale).
Le visionnage du film Il mio amico il diavolo (Fantasmes), réalisé en 1967 par Stanley Donen, écrit et interprété par Peter Cook et Dudley Moore, est à l'origine de la décision de former le groupe ; c'est en particulier la chanson Bedazzled de Drimble Wedge and the Vegetation (groupe musical présent dans le film) qui a inspiré à Alfredo Cerruti le style qui caractérisera ensuite toute la production de Squallor : une musique qui accompagne un texte récité sur un ton détaché.
Malgré l'absence initiale de promotion directe, le fait qu'ils ne se soient jamais produits en public et l'inévitable censure des stations de radio (à l'exception de quelques stations locales et de certaines chansons diffusées par la Rai, comme 38 Luglio et L'Alluvione),,, Squallor obtient un succès considérable auprès du public et tourne quelques spots publicitaires dans la seconde moitié de sa carrière. Le plus grand succès commercial de Squallor est l'album Tocca l'albicocca, sorti en 1985, qui contient le single USA for Italy (parodie du projet USA for Africa et du célèbre We Are the World) dont les paroles, qui pour une fois renonçaient aux turpitudes habituelles, ont obtiennent un laissez-passer pour être diffusées sur les ondes.
En 1994, le dernier album officiel de Squallor, Cambiamento, est publié, uniquement en format CD (tous les autres ont également, ou uniquement, été publiés sur des disques LP). Grâce au talent d'imitateur de Gigi Sabani, l'album contient également la chanson Albachiava (de Giancarlo Bigazzi, Gaetano Savio, Alfredo Cerruti), une parodie de l'Albachiara de Vasco Rossi (dans la chanson Vasco Bossi, quel cantante coi capelli grassi qui, dans la dernière partie de la chanson, a été à juste titre maltraité par un manager avare après un concert dans un stade où la chanson a été chantée en chœur par des milliers de fans),.

## Membres

### Anciens membres
- Giancarlo Bigazzi — chant (1969-1994)
- Alfredo Cerruti — chant (1969-1994)
- Daniele Pace — chant (1969-1985)
- Totò Savio — chant, guitare (1969-1994)
- Elio Gariboldi — collaboration (1969-1973)

### Collaborateurs
- Gianni Boncompagni - voix, dans l'album Vacca (1977)
- Marco Marati - voix, dans l'album Madonina (1981)
- Gigi Sabani - voix, dans l'album Preservame Atù et Albachiava (1994)
- Arnaldo Santoro - voix, dans l'album Processo a Miami (1988)
- Red Canzian - voix, dans l'album Burps[1],[10]

## Discographie

### Albums studio
- 1973 : Troia
- 1974 : Palle
- 1977 : Vacca
- 1977 : Pompa
- 1978 : Cappelle
- 1980 : Tromba
- 1981 : Mutando
- 1982 : Scoraggiando
- 1983 : Arrapaho
- 1984 : Uccelli d'Italia
- 1985 : Tocca l'albicocca
- 1986 : Manzo
- 1988 : Cielo duro
- 1994 : Cambiamento

### Remix
- 2000 : (S)hit Squallor Remix (remix di DJ N-Joy)

### Compilations
- 1978 : Il peggio degli Squallor
- 1980 : Strapeggio degli Squallor
- 1982 : I grandi insuccessi
- 1983 : Squallorando
- 1984 : Squallormanina
- 1986 : Canta Squallor
- 1989 : Story
- 1995 : Le Perle degli Squallor
- 1997 : Le Origini
- 1997 : Squa squa squallor
- 1998 : I grandi successi
- 2001 : I grandi successi originali
- 2005 : Le Più belle canzoni degli Squallor
- 2006 : Flashback Collection
- 2008 : I grandi successi
- 2009 : Squallor
- 2011 : Arrapaho
- 2011 : Collection
- 2011 : Il meglio del meglio

### Singles
- 1971 : 38 luglio/Raccontala giusta
- 1973 : Ti ho conosciuto in un clubs/La risata triste
- 1974 : Bla bla bla
- 1977 : Aia/Abat-Jour
- 1977 : I Love My Disco Baby/Nottingam
- 1985 : USA for Italy
- 1989 : Squallor Hall, Night Long
- 2000 : Squallor Vs Dj N-Joy, Uh Playboy`s